# Liste der Naturdenkmale in Sensweiler
Die Liste der Naturdenkmale in Sensweiler nennt die im Gemeindegebiet von Sensweiler (in Rheinland-Pfalz) ausgewiesenen Naturdenkmale (Stand 15. Juli 2013).

## Naturdenkmale
| Nr.         | Bezeichnung | Lage                                       | Beschreibung | Bild            |
| ----------- | ----------- | ------------------------------------------ | --- | --------------- |
| ND-7134-437 | Ringkopf    | östlich des Ortes; Abteilung Ringkopf Lage | keltischer Ringwall, Innenfläche bewachsen mit alten Rotbuchen und Wilddisteln; flächenhaftes Naturdenkmal, ca. 1 ha; teilweise zu Allenbach | Fotos hochladen |

## Ehemalige Naturdenkmale
| Nr. | Bezeichnung | Lage                                     | Beschreibung                             | Bild                                    |
| --- | ----------- | ---------------------------------------- | ---------------------------------------- | --------------------------------------- |
|     | Eiche       | nördlich des Ortes am Schleifenberg      | Quercus sp.; Rechtsverordnung aufgehoben | Direkt Bild zu diesem Denkmal hochladen |
|     | Birke       | nördlich des Ortes am Schleifenberg Lage | Betulus sp.; Rechtsverordnung aufgehoben | Direkt Bild zu diesem Denkmal hochladen |